# Tuberositas costalis claviculae

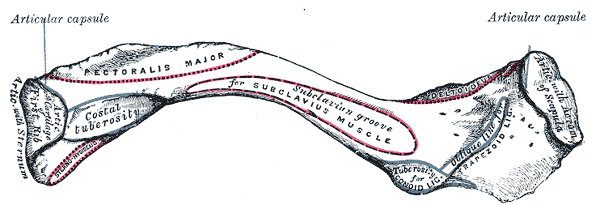
A kulcscsont (középen balra lehet látni a tuberositas costalis claviculaet)

A tuberositas costalis claviculae egy durva, dudoros felszín a kulcscsont (clavicula) mediális oldalán. Kb. 2 cm hosszú. A ligamentum costoclaviculare-nak biztosít tapadási helyet.

## Külső hivatkozások
- Kép + definíció